# Назарово (Любимский район)
Назарово — деревня в Любимском районе Ярославской области.
С точки зрения административно-территориального устройства входит в состав Любимского сельского округа. С точки зрения муниципального устройства входит в состав городского поселения Любим.

## География
Расположена на берегу реки Куза в 12 км на север от райцентра города Любим.  

## История
В селе Назарово было две церкви: Богословская и Воскресенская, обе каменные. Первая — летняя с двумя престолами: апостола и евангелиста Иоанна Богослова и великомученицы Параскевы Пятницы. Построена в 1790 году на средства прихожан. Вторая — зимняя с тремя престолами: Воскресения Христова, Казанской Божией Матери и Святителя Николая Чудотворца. Построена в 1777 году на средства помещика Г. Чагина. 
В конце XIX — начале XX века село входило в состав Васильевской волости Любимского уезда Ярославской губернии.
С 1929 года село входило в состав Некрасовского сельсовета Любимского района, с 1954 года — в составе Любимского сельсовета, с 2005 года — в составе городского поселения Любим.

## Население
| 1859 | 1914 | 2002 | 2007 | 2010 |
| ---- | ---- | ---- | ---- | ---- |
| 14   | ↗18  | ↘8   | ↘7   | ↘2   |

## Достопримечательности
В деревне расположена недействующая Церковь Воскресения Христова (1777).